# U-1224
| U-1224                                                                                               | U-1224 | U-1224 |
| --- | --- | --- |
| U 1224                                                                                               | | |
| | | |
| Японський (колишній німецький U-1224) підводний човен Ro-501. 1944                                   | | |
| Верф                                                                                                 | Deutsche Werft, Гамбург | Deutsche Werft, Гамбург |
| Під прапором                                                                                         | Третій Рейх | Третій Рейх |
| Належність                                                                                           | Крігсмаріне · Імперський флот Японії | Крігсмаріне · Імперський флот Японії |
| Порт приписки                                                                                        | Гамбург | Гамбург |
| Замовлення                                                                                           | 21 серпня 1941 | 21 серпня 1941 |
| Закладений                                                                                           | 30 листопада 1942 | 30 листопада 1942 |
| Спуск на воду                                                                                        | 7 липня 1943 | 7 липня 1943 |
| Введений до складу флоту                                                                             | 20 жовтня 1943 | 20 жовтня 1943 |
| Переданий                                                                                            | 15 лютого 1944 | 15 лютого 1944 |
| На службі                                                                                            | 1944 | 1944 |
| Загибель                                                                                             | 13 травня 1944 року знищений глибинними бомбами американського ескортного міноносця «Френсіс Робінсон» поблизу островів Кабо-Верде                                      | 13 травня 1944 року знищений глибинними бомбами американського ескортного міноносця «Френсіс Робінсон» поблизу островів Кабо-Верде                                      |
| Проєкт                                                                                               | | |
| Тип ПЧ                                                                                               | великий океанський торпедний ДПЧ | великий океанський торпедний ДПЧ |
| Основні характеристики                                                                               | | |
| Швидкість (надводна)                                                                                 | 18,3 вузла (33,9 км/год) | 18,3 вузла (33,9 км/год) |
| Швидкість (підводна)                                                                                 | 7,3 (13,5 км/год) | 7,3 (13,5 км/год) |
| Робоча глибина занурення                                                                             | 100 м | 100 м |
| Гранична глибина занурення                                                                           | 230 м | 230 м |
| Дальність плавання                                                                                   | 63 милі (117 км) на швидкості 4 вузли (7,4 км/год) (у підводному положенні) 13 850 морських миль (25 650 км на швидкості 10 вузлів (19 км/год) (у надводному положенні) | 63 милі (117 км) на швидкості 4 вузли (7,4 км/год) (у підводному положенні) 13 850 морських миль (25 650 км на швидкості 10 вузлів (19 км/год) (у надводному положенні) |
| Екіпаж                                                                                               | 48 офіцерів та матросів | 48 офіцерів та матросів |
| Розміри                                                                                              | | |
| Довжина найбільша (по КВЛ)                                                                           | 76,76 м | 76,76 м |
| Ширина корпусу найб.                                                                                 | 6,86 м | 6,86 м |
| Висота                                                                                               | 9,6 м | 9,6 м |
| Середня осадка (по КВЛ)                                                                              | 4,67 м | 4,67 м |
| Водотоннажність надводна                                                                             | 1144 т | 1144 т |
| Водотоннажність підводна                                                                             | 1257 т | 1257 т |
| Силова установка                                                                                     | | |
| Дизель-електрична: 2 дизельні двигуни MAN M 9 V 40/46 2 електродвигуни Siemens-Schuckert 2 GU 345/34 | | |
| Гвинти                                                                                               | 2 | 2 |
| Потужність                                                                                           | 2 × 2200 к.с. (дизелі) 2 × 740 к.с. (електродвигуни) | 2 × 2200 к.с. (дизелі) 2 × 740 к.с. (електродвигуни) |
| Озброєння                                                                                            | | |
| Артилерія                                                                                            | 2 × 105-мм палубні гармати SK C/32 | 2 × 105-мм палубні гармати SK C/32 |
| Торпедно- мінне озброєння                                                                            | 4 носових і 2 кормових ТА; 24 торпеди або 48 мін TMA чи TMB | 4 носових і 2 кормових ТА; 24 торпеди або 48 мін TMA чи TMB |
| ППО                                                                                                  | 1 × 37-мм зенітна гармата SKC/30 2 (1 × 2) × 20-мм зенітні гармати FlaK 30                                                                                              | 1 × 37-мм зенітна гармата SKC/30 2 (1 × 2) × 20-мм зенітні гармати FlaK 30                                                                                              |

U-1224 — німецький великий океанський підводний човен типу IXC/40, що входив до складу Військово-морських сил Третього Рейху за часів Другої світової війни. Закладений 30 листопада 1942 року на верфі Deutsche Werft у Гамбурзі під будівельним номером 387. Спущений на воду 7 липня 1943 року, а 20 жовтня 1943 року корабель увійшов до складу ВМС нацистської Німеччини.

## Історія служби
U-1224 належав до серії німецьких підводних човнів типу IXC/40, великих океанських човнів, призначених діяти на морських комунікаціях противника на далеких відстанях у відкритому океані. Човнів цього типу випущено 87 одиниць і вони спеціально будувалися для дій у Південній Атлантиці та Індійському океані, а ближче до закінчення Другої світової війни частина з них використовувалася як проривачі блокади для підтримання зв'язків з Японією.
Службу розпочав у складі 31-ї навчальної флотилії, командиром човна був призначений капітан-лейтенант Георг Пройсс. 15 лютого 1944 року U-1224 був знову введений до складу Імператорських ВМС Японії як Ro-501. Капітан-лейтенант Садатоші Норіта був офіційно призначений його командиром, а Ro-501 отримав прізвисько «Сацукі № 2» від нового японського екіпажу, який провів кілька тижнів з кінця лютого до кінця березня 1944 року, проходячи подальшу підготовку в школі зенітних підводних човнів у Свінемюнде.
13 травня 1944 року потоплений у середній Атлантиці на північний захід від островів Кабо-Верде глибинними бомбами з американського есмінця «Френсіс Робінсон».